# च
Cette page contient des caractères spéciaux ou non latins. S’ils s’affichent mal (▯, ?, etc.), consultez la page d’aide Unicode.
च, appelé tcha et transcrit c, est une consonne de l’alphasyllabaire devanagari.

## Représentations informatiques
Ses Unicode sont :
| formes | représentations | chaînes de caractères | points de code | descriptions                                      |
| ------ | --------------- | --------------------- | -------------- | ------------------------------------------------- |
| pleine | च               | च                     | U+091A         | lettre devanagari tcha                            |
| morte  | च्               | च◌्                    | U+091A U+094D  | lettre devanagari tcha, symbole devanagari virama |